# بیلی دیکسون (بازیکن فوتبال، زاده ۱۹۰۵)
بیلی دیکسون (انگلیسی: Billy Dixon; ۶ مهٔ ۱۹۰۵ – ۲۳ فوریهٔ ۱۹۵۶) بازیکن فوتبال بود.
از باشگاه‌هایی که در آن بازی کرده‌است می‌توان به باشگاه فوتبال گریمزبی تاون و باشگاه فوتبال بارو اشاره کرد.